# Augenfleck-Umber
Der Augenfleck-Umber (Leiostomus xanthurus), in den USA Spot oder spot croaker genannt, ist ein kleiner Umberfisch. Der Augenfleck (oberhalb der Brustflossenbasis, am Schultergürtel) dient wohl der Irritation potenzieller Fressfeinde. Die Färbung ist das bei Umberfischen verbreitete bläulich bis purpurn schimmernde helle Silber; ca. 18 gelbe schräge Binden verblassen mit zunehmender Größe mehr und mehr. Der wissenschaftliche Name Leiostomus xanthurus bedeutet „gelbschwänziger Glattmäuler“, womit auf seine Bartellosigkeit hingewiesen sein soll. Er besitzt 25 Wirbel. Der Spot kann 35 cm erreichen, aber die meisten, die man fängt, sind viel kleiner und wiegen weniger als 1/2 Pfund, denn als vortrefflichem, zarten Speisefisch wird ihm viel nachgestellt und er erreicht selten sein maximales Lebensalter. Dennoch dürfte er noch immer die individuenreichste Art der Sciaeniden an der US-Ostküste darstellen. Wie volkstümlich er ist, zeigt das „Spot-Fest“ von Hampstead, North Carolina, alljährlich Ende September.
Flossenformel: D1 XIII-XVI, D2 I/30-33, A II/12-15.
Er kommt an der Ostküste von Massachusetts bis Kuba und im gesamten Golf von Mexiko vor, stets in der Nähe der Küstem in geringer Tiefe, über Sand- und Schlammgrund, aus dem er Würmer, Krebse und kleine Muscheln gewinnt. Das Maul ist etwas unterständig. Seine Vorliebe zu Brackwasser-Ästuaren und Lagunen ist unverkennbar, besonders bei Jungfischen, die sich hier den Sommer über, zunächst planktonfressend, entwickeln (aus pelagischen Eiern, mit oftmaligem Laichen in Portionen). Er ist raschwüchsig und wird nur einige Jahre alt.
Sehr ähnlich ist der früher ebenfalls zur Gattung Leiostomus gezählte Weiße Umber (Genyonemus lineatus) von der nordamerikanischen Westküste.